# Neolamprologus
Neolamprologus – rodzaj słodkowodnych ryb okoniokształtnych z rodziny pielęgnicowatych (Cichlidae).

## Występowanie
Wszystkie są gatunkami endemicznymi Afryki Wschodniej. Prawie wszystkie występują w jeziorze Tanganika, a Neolamprologus devosi w rzece Malagarasi w Tanzanii.

## Klasyfikacja
Gatunki zaliczane do tego rodzaju:

- Neolamprologus bifasciatus Büscher, 1993
- Neolamprologus brichardi (Poll, 1874) – księżniczka z Burundi[4]
- Neolamprologus buescheri (Staeck, 1983)
- Neolamprologus cancellatus Aibara, Takahashi & Nakaya, 2005
- Neolamprologus caudopunctatus (Poll, 1978)
- Neolamprologus christyi (Trewavas & Poll, 1952)
- Neolamprologus cunningtoni (Boulenger, 1906)
- Neolamprologus cylindricus Staeck & Seegers, 1986 – szczelinowiec cylindryczny[potrzebny przypis]
- Neolamprologus devosi Schelly, Stiassny & Seegers, 2003
- Neolamprologus falcicula (Brichard, 1989)
- Neolamprologus furcifer (Boulenger, 1898)
- Neolamprologus gracilis (Brichard, 1989)
- Neolamprologus kungweensis (Poll, 1956)
- Neolamprologus laparogramma (Bills & Ribbink, 1997)
- Neolamprologus leleupi (Poll, 1956) – szczelinowiec Leleupa[potrzebny przypis]
- Neolamprologus leloupi (Poll, 1948)
- Neolamprologus longicaudatus Nakaya & Gashagaza, 1995
- Neolamprologus longior (Staeck, 1980) – szczelinowiec długi[potrzebny przypis]
- Neolamprologus marunguensis Büscher, 1989
- Neolamprologus modestus (Boulenger, 1898)
- Neolamprologus mondabu (Boulenger, 1906)
- Neolamprologus mustax (Poll, 1978)
- Neolamprologus niger (Poll, 1956)
- Neolamprologus nigriventris Büscher, 1992
- Neolamprologus obscurus (Poll, 1978)
- Neolamprologus pectoralis Büscher, 1991
- Neolamprologus petricola (Poll, 1949)
- Neolamprologus prochilus (Bailey & Stewart, 1977)
- Neolamprologus pulcher (Trewavas & Poll, 1952) – księżniczka piękna[potrzebny przypis]
- Neolamprologus savoryi (Poll, 1949)
- Neolamprologus schreyeni (Poll, 1974)
- Neolamprologus sexfasciatus (Trewavas & Poll, 1952)
- Neolamprologus signatus (Poll, 1952)
- Neolamprologus splendens (Brichard, 1989)
- Neolamprologus tetracanthus (Boulenger, 1899)
- Neolamprologus timidus Kullander, Norén, Karlsson & Karlsson, 2014
- Neolamprologus toae (Poll, 1949)
- Neolamprologus tretocephalus (Boulenger, 1899) – szczelinowiec pięciopręgi[potrzebny przypis]
- Neolamprologus variostigma Büscher, 1995
- Neolamprologus ventralis Büscher, 1995
- Neolamprologus walteri Verburg & Bills, 2007
- Neolamprologus wauthioni (Poll, 1949)

Gatunkiem typowym rodzaju jest Lamprologus tetracanthus. Analizy morfologiczne oraz molekularne wskazują na konieczność przeprowadzenia rewizji taksonomicznych w obrębie Lamprologini, a zwłaszcza rodzaju Neolamprologus.

## Galeria

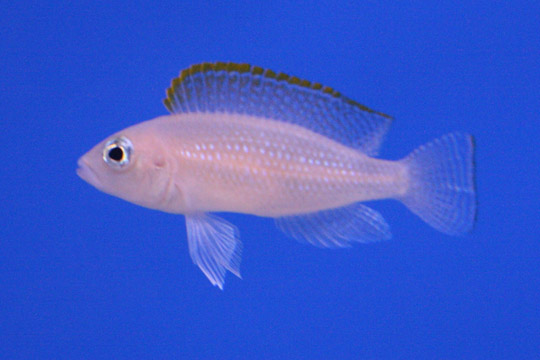
Neolamprologus caudopunctatus
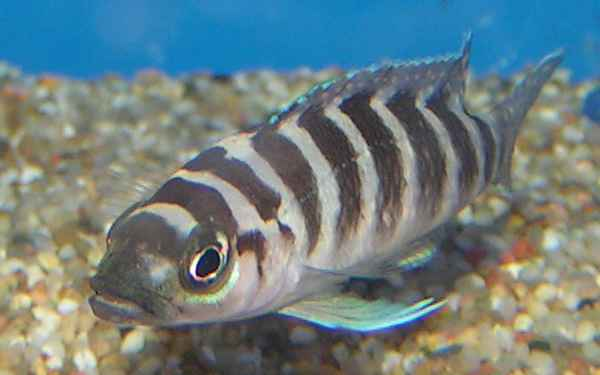
Neolamprologus cylindricus
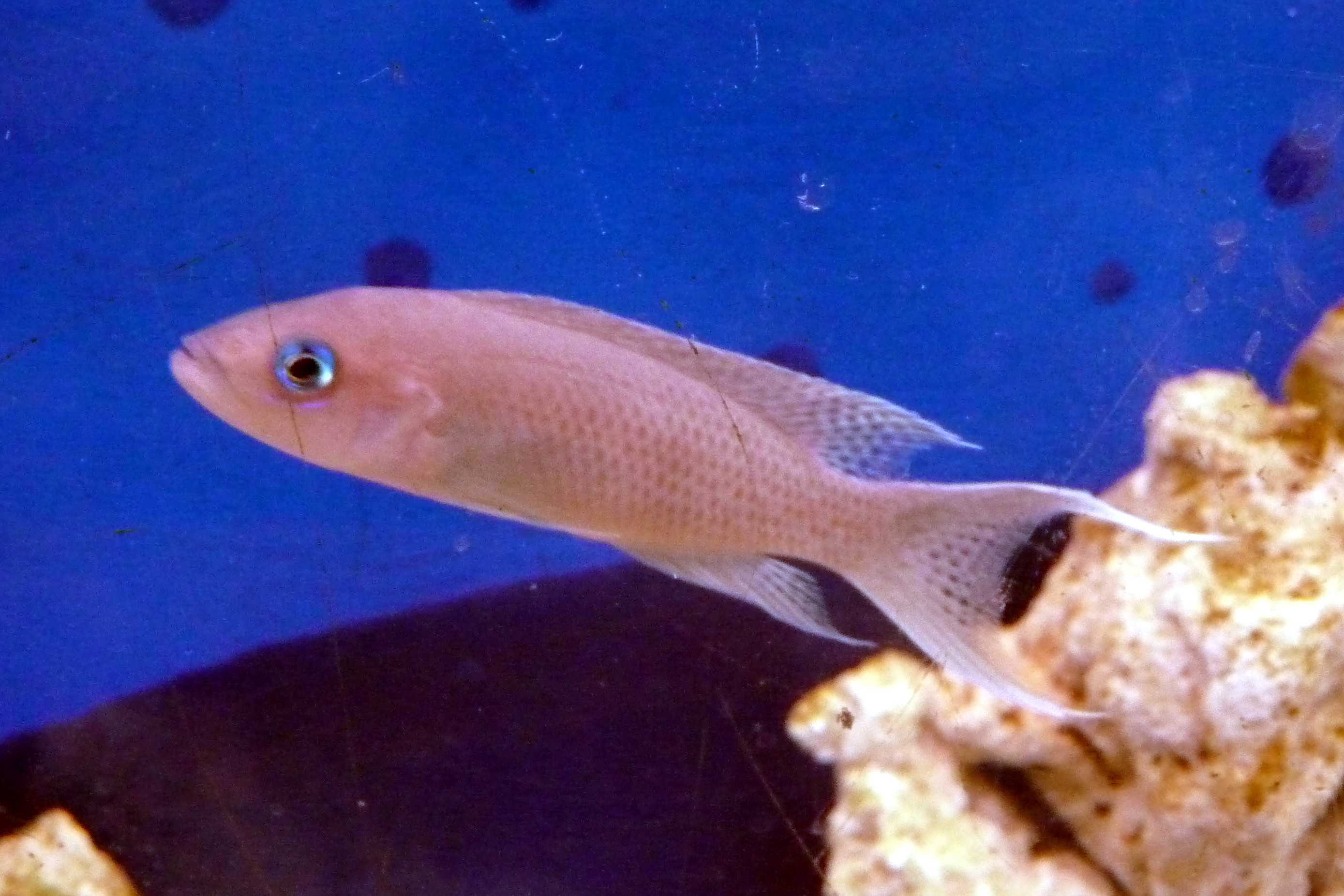
Neolamprologus gracilis
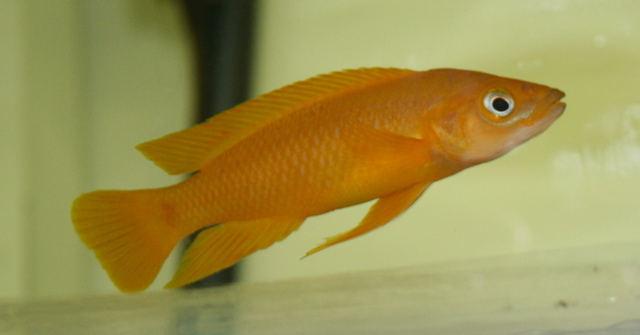
Neolamprologus leleupi
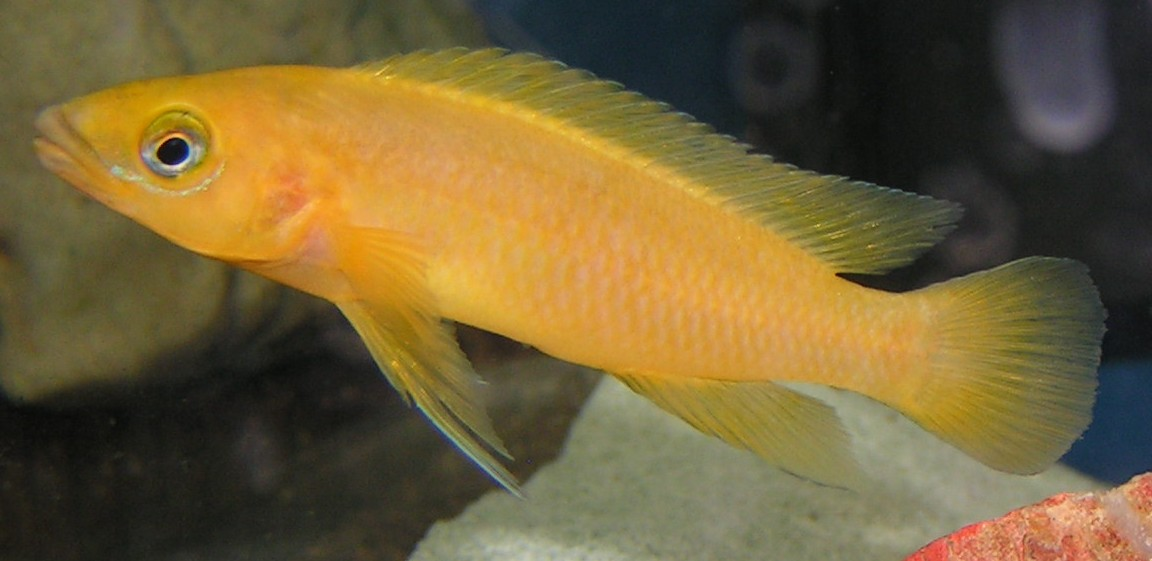
Neolamprologus longior
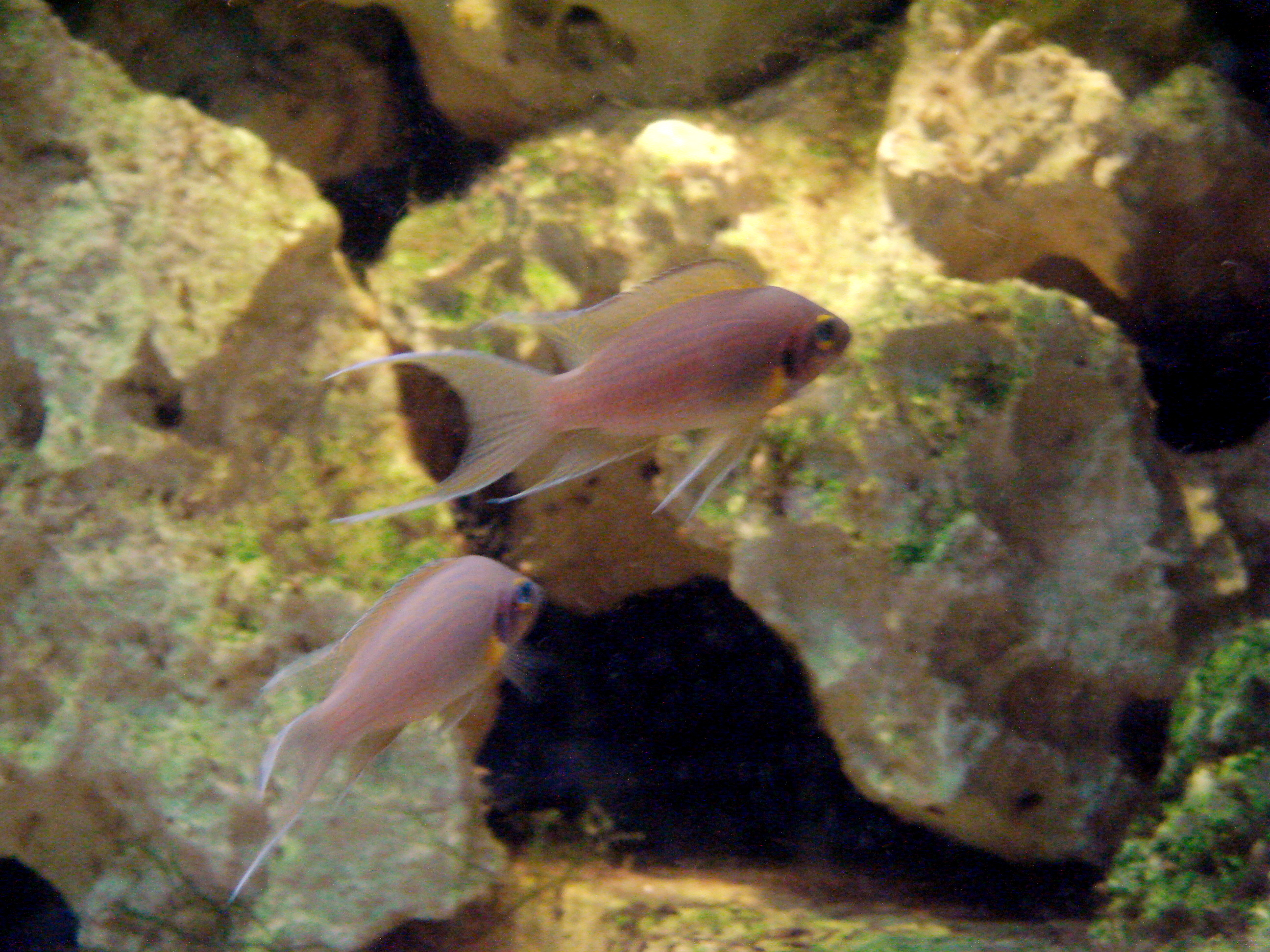
Neolamprologus pulcher
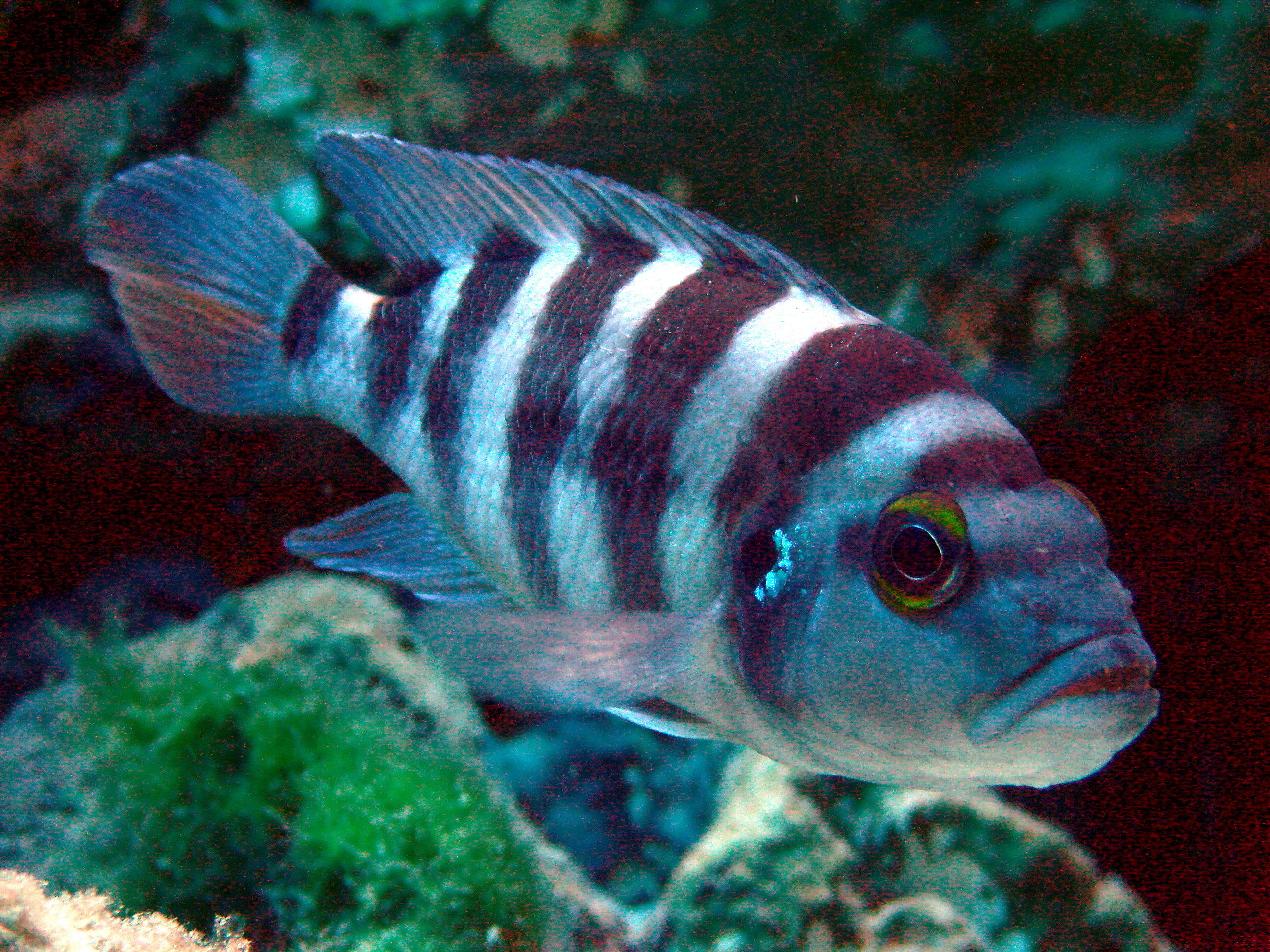
Neolamprologus sexfasciatus
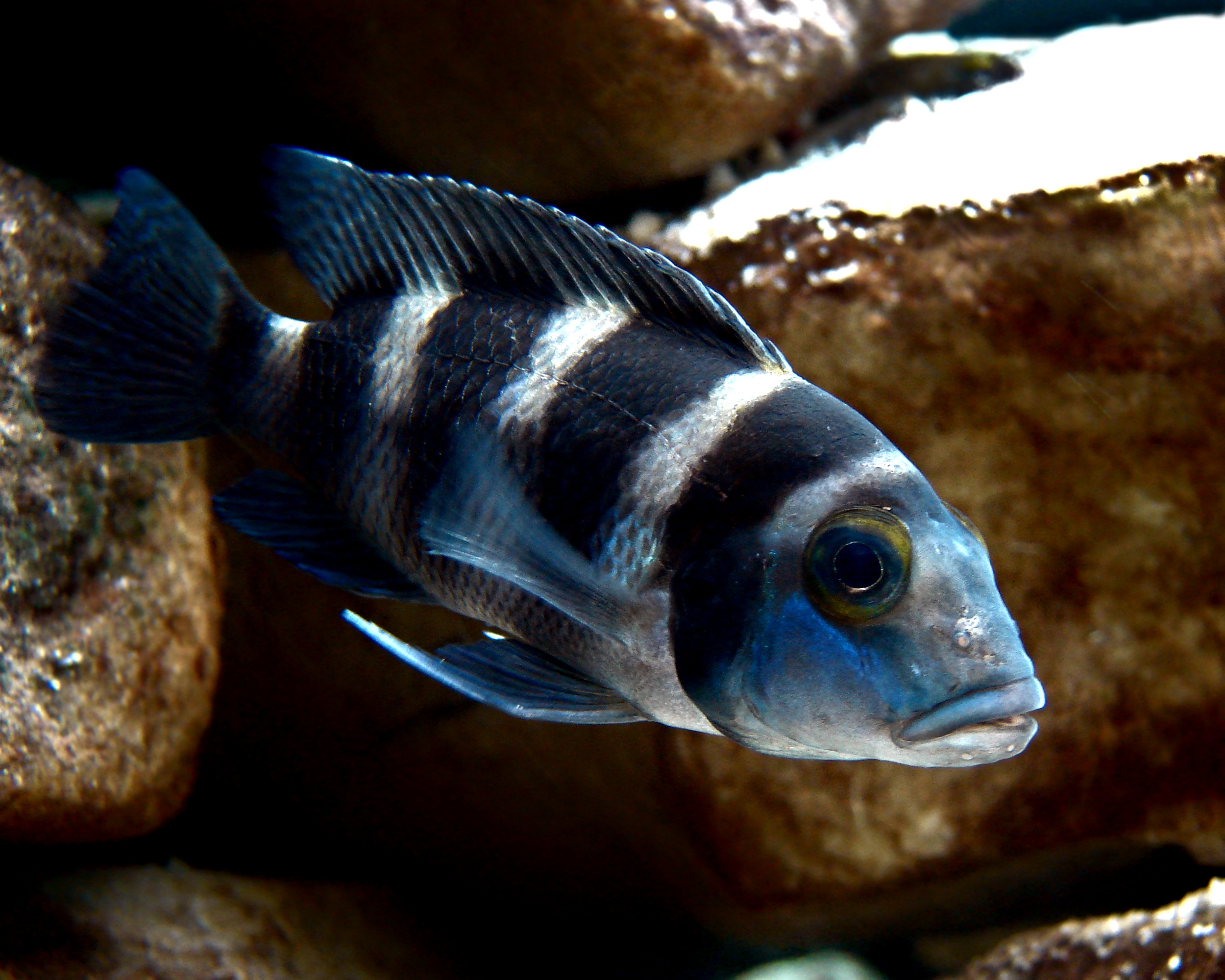
Neolamprologus tretocephalus